# Vanderhorstia rapa
Vanderhorstia rapa är en fiskart som beskrevs av Iwata, Shibukawa och Ohnishi 2007. Vanderhorstia rapa ingår i släktet Vanderhorstia och familjen smörbultsfiskar. Inga underarter finns listade i Catalogue of Life.